# Pyres
Pyres (altgriechisch Πύρης, auch Πύρρος Pýrros) war ein griechischer Dichter, der zusammen mit Alexandros Aitolos als ein Vorläufer des Sotades von Maroneia und Mitbegründer der Ionikologie oder auch Kinaidologie genannten Gattung erotisch-obszöner sogenannter „ionischer Gedichte“ (altgriechisch ’Ιωνικἀ ποιήµατα Ionikà poiémata) gilt, die insbesondere bei Symposien von einem einzelnen Vortragenden, dem Ionikologen, rezitiert wurden. Von seinen Werken ist nichts erhalten und seine Lebensdaten sind nicht bekannt, vermutlich spätes 4. oder frühes 3. Jahrhundert v. Chr. Er wird möglicherweise in Theokrits Eidyllion 4,31 erwähnt.